# Echem
Echem település Németországban, azon belül Alsó-Szászország tartományban. Lakosainak száma 1084 fő (2023. december 31.).

## Népesség
A település népességének változása:
| Lakosok száma | 978  | 1013 | 1032 | 1054 | 1088 | 1084 |
|               | 2016 | 2017 | 2019 | 2021 | 2022 | 2023 |